# Білий дім

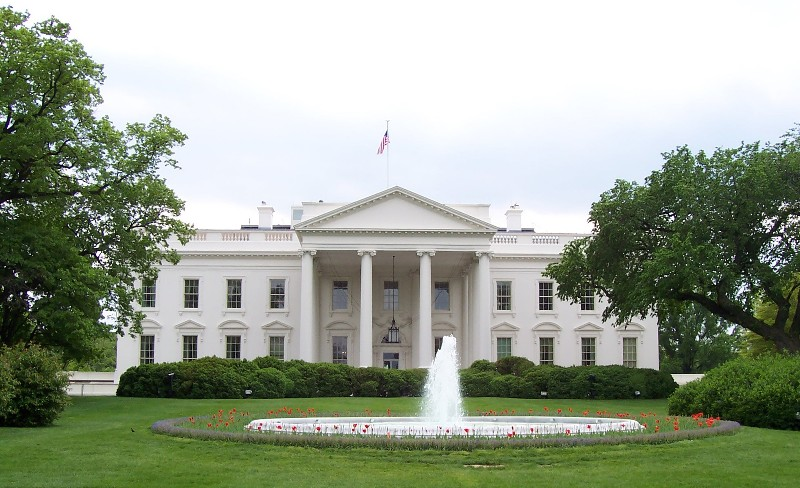
Білий дім, 2005

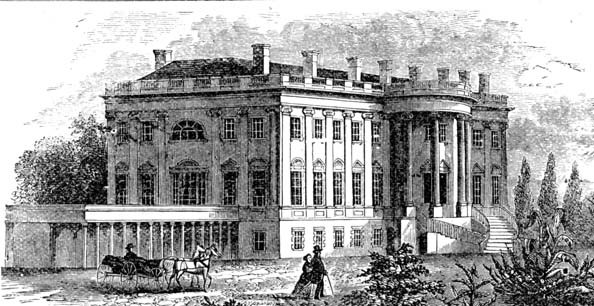
Гравюра середини XIX століття, що зображує Білий дім у південно-західному ракурсі

Білий дім (англ. the White House) — резиденція президента США у Вашингтоні (Пенсильванія-авеню, 1600).
Являє собою маєток в неокласичному стилі (архітектор — Джеймс Гобан). Будівництво розпочалося 1792 року, закінчилося 1 листопада 1800. Цього ж дня першим його господарем став другий президент США Джон Адамс.
Спочатку називався «Президентським палацом» або «Президентським особняком», перше вживання терміна «Білий дім» датується 1811 роком. Офіційною назва стала лише 1901 року з розпорядження Теодора Рузвельта. З 1909 робоче місце президента знаходиться в Овальному кабінеті в лівому крилі будівлі.
У медіа термін «Білий дім» вживається як синонім адміністрації президента США (аналогічно «Єлисейському палацу» тощо).
Зображений на банкноті номіналом 20 доларів.

## Архітектор, зразки і рабство
Джеймс Гобан — ірландський архітектор. Коли отримав замову на будівництво, зробив майже точну копію Ленстер-хауса, резиденції губернатора в місті Дублін. Мало хто був в Дубліні, тим паче громадяни США. Тому малоіндивідуальна і типова для класицизму архітектура Білого дому почала сприйматися з захопленням, бо стала досить новою та унікальною для тутешніх жителів.
Некваліфіковану роботу на будівництві Білого дому виконували раби. Плантаторам-рабовласникам виплачували по п'ять доларів на місяць за кожного раба, якого залучали до будівництва.

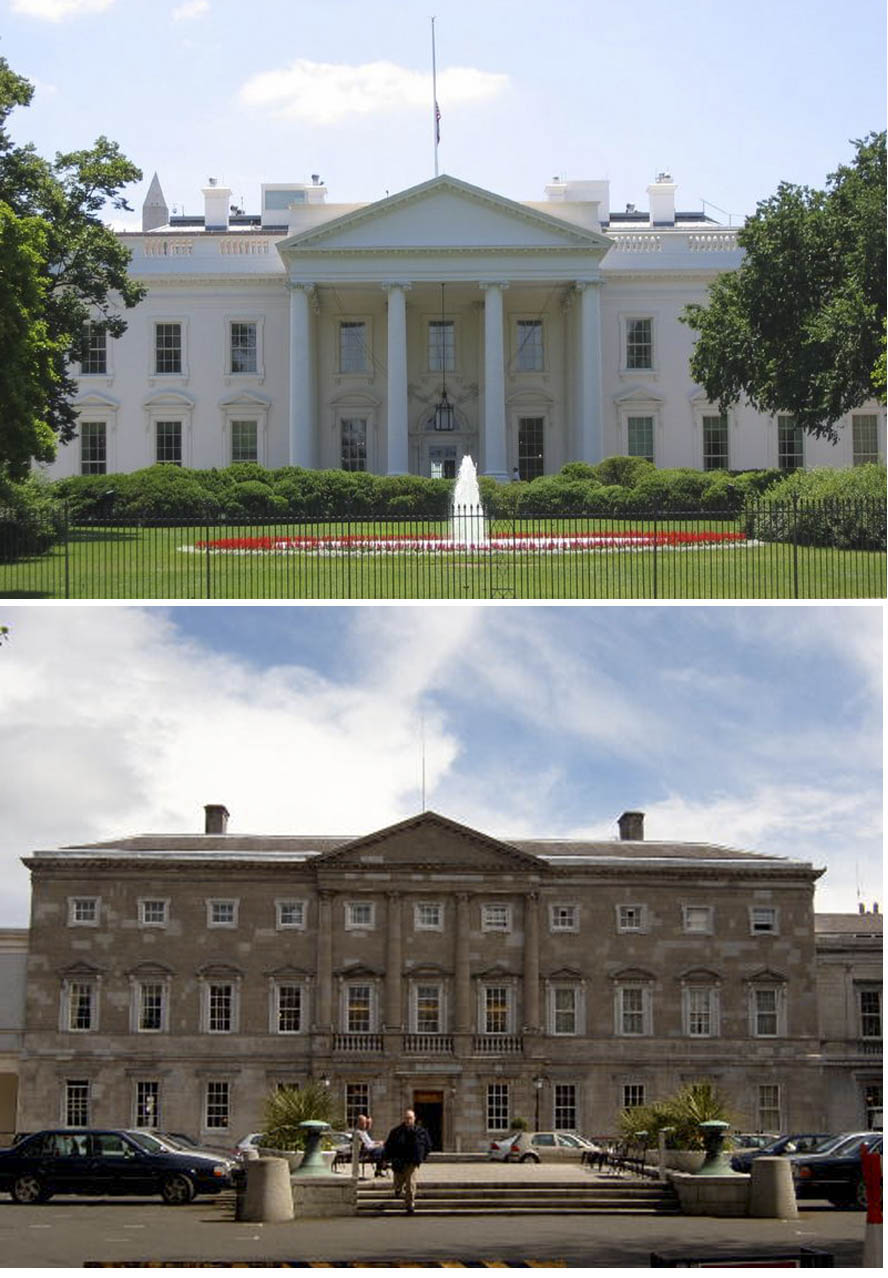
Понизу — Лейстер-Хаус, місто Дублін
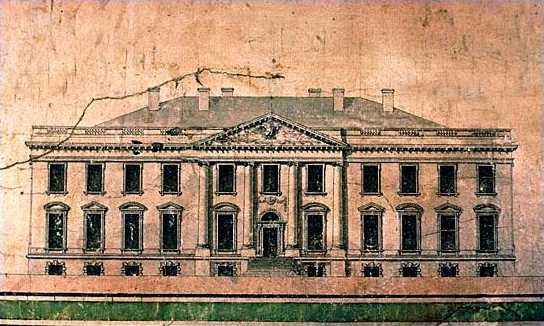
Арх. Гобан, проєкт Білого дому.
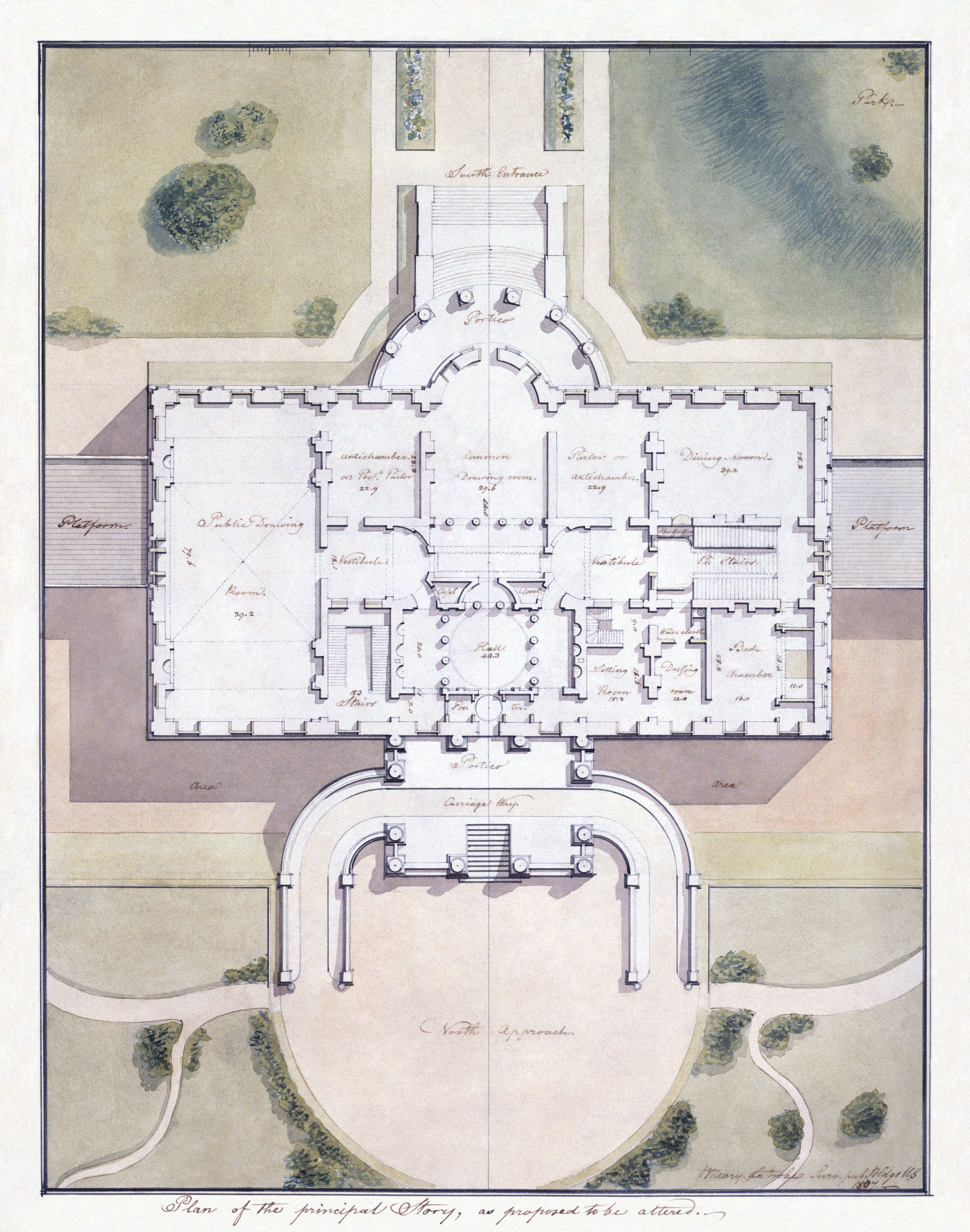
План Білого дому як архітектурного об'єкта

## План та факти

Підземний поверх Білого дому, розташування кімнат
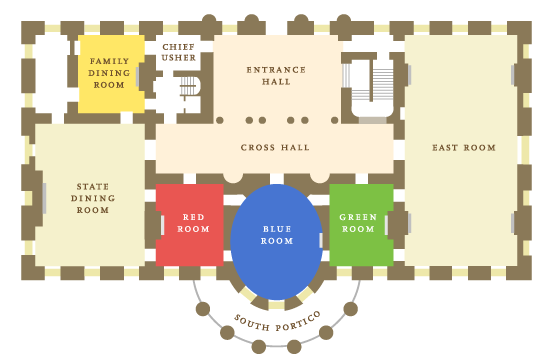
Основний поверх Білого дому, розташування кімнат
Другий поверх Білого дому, розташування кімнат

На сьогодні невелика група будинків президентської адміністрації відома під загальною назвою Білий дім. Він включає центральну Виконавчу Резиденцію із Східним та Західним крилами. Білий дім має: площу 5100 м² (55 000 футів²), 132 кімнати і 35 вбиралень, 412 дверей, 147 вікон, 28 вогнегасників, 8 сходів, 3 ліфти, тенісний корт, боулінг, кінотеатр, бігову доріжку та басейн. Приймає до 5000 відвідувачів щоденно.